# بلپر (اوهایو)
بلپر(به انگلیسی: Belpre) شهری در ایالت اوهایو کشور ایالات متحده آمریکا است که جمعیت آن در سرشماری سال ۲۰۱۰ میلادی، ۶٬۴۴۱ نفر بوده‌است.